# Litlidalshorn
Litlidalshorn är en bergstopp i republiken Island. Den ligger i regionen Västfjordarna, 200 km nordväst om huvudstaden Reykjavík. Toppen på Litlidalshorn är 640 meter över havet.
Runt Litlidalshorn är det mycket glesbefolkat, med 2 invånare per kvadratkilometer. Närmaste större samhälle är Patreksfjörður, omkring 14 kilometer söder om Litlidalshorn. Trakten runt Litlidalshorn består i huvudsak av gräsmarker.